# Northern Grampians Shire
Northern Grampians Shire is een Local Government Area (LGA) in Australië in de staat Victoria. Northern Grampians Shire telt 12.526 inwoners. De hoofdplaats is Stawell.